# NGC 1186
NGC 1186 في الفهرس العام الجديد، هي مجرة حلزونية، تقع في كوكبة حامل رأس الغول. اكتشفت في 27 أكتوبر 1786 بواسطة ويليام هيرشل.

## روابط خارجية
- NGC 1186 على موقع ويكي سكاي: DSS2, SDSS, GALEX, IRAS, Hydrogen α, X-Ray, Astrophoto, Sky Map, Articles and images